# Talarrubias
Talarrubias (extremadurai nyelven Talarruvias) község Spanyolországban, Badajoz tartományban. Talarrubias Alía, Herrera del Duque, Puebla de Alcocer, Casas de Don Pedro, Valdecaballeros és Cañamero községekkel határos. Lakosainak száma 3259 fő (2024).

## Népesség
A település népessége az utóbbi években az alábbiak szerint változott:
| Lakosok száma | 3630 | 3601 | 3628 | 3630 | 3624 | 3597 | 3529 | 3412 | 3355 | 3259 |
|               | 2001 | 2004 | 2006 | 2009 | 2011 | 2014 | 2016 | 2019 | 2021 | 2024 |